# Martina Bendler
Martina Bendler (* 26. April 1957 in Magdeburg) ist eine deutsche Politikerin (Bündnis 90/Die Grünen). Von 1994 bis 1996 war sie Mitglied des Landtages von Sachsen-Anhalt.
Nach einer Ausbildung zur Laborantin war Martina Bendler von 1977 bis 1980 in der Behindertenarbeit im evangelischen Cecilienstift Halberstadt tätig. Anschließend war sie bis 1988 am dortigen Salvator-Krankenhaus tätig; 1984 bestand sie ihr Examen als Krankenschwester. Von 1989 bis 1992 war sie im evangelischen Pfarramt Westerhausen tätig; 1992 schloss sie eine praxisbegleitende Pfarrerausbildung ab. Anschließend war sie im Frauenhaus Halberstadt und als Dozentin tätig.
1990 trat Martina Bendler in ihre Partei ein. 1991/92 war sie Mitglied des Landesvorstandes, 1992/93 des Länderrates.
Im Landtag war Martina Bendler stellvertretende Fraktionsvorsitzende. Nach ihrem Ausscheiden 1996 rückte Kathleen Behnke für sie in den Landtag nach.

## Quelle
- Landtag von Sachsen-Anhalt, 2. Wahlperiode, Volkshandbuch, S. 9

| Personendaten    | Personendaten                                     |
| ---------------- | ------------------------------------------------- |
| NAME             | Bendler, Martina                                  |
| KURZBESCHREIBUNG | deutsche Politikerin (Bündnis 90/Die Grünen), MdL |
| GEBURTSDATUM     | 26. April 1957                                    |
| GEBURTSORT       | Magdeburg                                         |